# Crosby-Garrett-Helm
Der Crosby-Garrett-Helm ist ein im Mai 2010 in der Nähe von Crosby Garrett in der Grafschaft Cumbria, in England nahe Kirkby Stephen von einem Sondengänger gefundener Maskenhelm. Es handelt sich um einen Paradehelm, der von der römischen Kavallerie benutzt wurde und etwa aus der Regierungszeit Kaiser Hadrians stammt.
Der Helm besteht aus Bronzeblech und ist zweiteilig. Die Legierung besteht aus 82 % Kupfer, 10 % Zink und 8 % Zinn. Einige der Blechteile sind mit einer weißlichen Metallschicht überzogen, die darauf hinweist, dass die Beschichtung mit Zinn eventuell Silberblech vortäuschen sollte. Die Helmglocke ist im Stil eines phrygischen Helmes oder auch einer phrygischen Mütze gearbeitet. Der Maskenrand um die Stirn herum ist zu einer lockigen Haartracht ausgearbeitet. Auf der Helmspitze ist die Figur eines Greifen angebracht, die sehr detailliert gestaltet wurde.
Die Maske, die laut Aussagen von Fachleuten ein Meisterstück der römischen Metallbearbeitungskunst ist, besteht aus Weißmetall (auch Britanniametall) und reicht bis an die Stirn des Trägers. Sie endet am Ende der Haartracht und ist dort durch ein Scharnier mit der Helmglocke verbunden. Zum Aufsetzen wurde der Helm auseinandergeklappt. Der Helm wurde nicht in Kampfhandlungen benutzt, er diente ausschließlich zeremoniellen Zwecken. Er wurde bei einer Art Sportveranstaltung der Kavallerie getragen, die (lateinisch) hippika gymnasia genannt wurde, und sollte ein Ausdruck für die Stärke und das reiterliche Können des Trägers sein.
Bisher wurden nur zwei weitere, komplette Helme dieser Art in England gefunden, der Ribchester-Helm und der Newstead-Helm.

## Verbleib
Obwohl der Helm der umstrittenen Portable Antiquities Scheme, einer öffentlichen Organisation, die mit Sondengängern zusammenarbeitet und die Interessen der Denkmalpflege und des Kulturgüterschutzes sichern soll, gemeldet wurde, ist der Helm heute in unbekanntem Privatbesitz verschwunden. Der Helm wurde 2010 bei Christie’s versteigert. Sein Wert war auf 200.000–300.000 Pfund geschätzt worden und verschiedene Museen versuchten, den Helm zu erwerben. Der Helm ging jedoch für 2.330.468,75 Pfund an einen unbekannten Käufer. Für die Wissenschaft galt das wichtige Objekt ebenso verloren wie für die Öffentlichkeit. Die Royal Academy in London stellt den Helm jedoch in einer Sonderausstellung zu bedeutenden Bronzekunstwerken vom 9. September 2012 erstmals der Öffentlichkeit vor.